# 東浴信用組合
東浴信用組合（とうよくしんようくみあい）は、東京都千代田区に本店を置く信用組合。東京都、埼玉県、千葉県および神奈川県下の公衆浴場業者を対象とした業域の信用組合である。店舗前にあるATMは、東京証券信用組合との共同設置である。

## 沿革
- 1927年11月　東京浴場信用組合設立
- 1953年4月　東浴信用組合に改称
- 2017年11月　当信用組合の通帳が相互記帳を開始したことにより、神奈川県歯科医師信用組合等の一部信用組合のATMでも記帳が出来るようになった。